# 古市達郎
古市 達郎（ふるいち たつろう、1939年12月 - ）は、石川県出身の官僚、金沢工業大学産学連携室、危機管理研究室教授。公安調査庁近畿公安調査局長を経て、大学教授などで活躍している。

## 経歴
石川県出身。金沢大学附属高等学校から金沢大学法文学部法学科に入学し卒業。1962年北尾幸一法律事務所に入所したのち、公安調査庁（石川局、本庁、関東局と歴任）、外務省領事移住部査証室課長補佐、在チェコスロヴキア日本国大使館（1等書記官）、公安調査庁総務部参事官、中国公安調査局長、近畿公安調査局長と歴任した。公安調査庁を退官後は、2000年より金沢工業大学客員教授、2003年には金沢工業大学の教授に就任。2009年現在、学術社団日本安全保障・危機管理学会理事、埼玉調停協会連絡会理事、社団法人国際都市コミュニケーションセンター（I・C・C・F）理事などにも就任している。

## 著書
- 公安調査庁での在職時には、公安調査庁が出版している国際テロリズム要覧の執筆に従事
- 『究極の危機管理論―公的立場の認識と責任の自覚』（ソフトサイエンス社出版、2004年）ISBN 978-4881711095